# Upłazkowa Szczelina
Upłazkowa Szczelina – jaskinia, a właściwie schronisko, w Dolinie Kościeliskiej w Tatrach Zachodnich. Wejście do niej znajduje się w Wąwozie Kraków, w ścianie Upłazkowej Turni, w pobliżu Upłazkowej Koleby, na wysokości 1490 metrów n.p.m. Długość jaskini wynosi 7 metrów, a jej deniwelacja 1 metr.

## Opis jaskini
Zaraz za niewielkim, trójkątnym otworem wejściowym:
- na lewo znajduje się mała wnęka,
- na prawo idzie w dół krótki korytarzyk[2].

## Przyroda
W jaskini brak jest nacieków. Ściany są suche, nie ma na nich roślinności.

## Historia odkryć
Jaskinię jako pierwsi zbadali oraz sporządzili jej plan i opis J. Nowak i M. Pindel w 2006 roku.